# قرارداد اینترنت خط سریال
قرارداد اینترنت خط سریال (به انگلیسی: Serial Line Internet Protocol) یک پروتکل اینترنت طراحی شده برای پورت سریال و اتصال مودم می‌باشد.